# 하마리 트라오레
하마리 트라오레(프랑스어: Hamari Traoré, 1992년 1월 27일 ~ )는 말리의 축구 선수로, 라리가의 레알 소시에다드에서 수비수로 활약하고 있으며, 말리 국가대표팀의 주장을 맡고 있다.

## 구단 경력
트라오레는 2013년 파리 FC에서 리르서에 입단하였다. 그는 2013년 10월 30일 로케런과의 경기에서 벨기에 프로 리그 데뷔 전을 치렀다. 그는 풀타임을 뛰었고, 원정 경기에서 1-0 패배를 당했다.

## 국가대표팀 경력
트라오레는 4-1로 이긴 부르키나파소와의 친선 경기에서 말리 국가대표팀에 차출되어 데뷔 전을 치렀다.